# Жеребцов, Михаил Алексеевич
Михаил Алексеевич Жеребцов (1752—1799) — генерал-лейтенант русской императорской армии, участник подавления восстания Костюшко и Голландской экспедиции русской армии.

## Биография
Происходил из рода Жеребцовых. Родился в 1752 году.
В военную службу вступил в 1770 году в армейскую пехоту, служил в Фанагорийском гренадерском полку. В 1790 году был произведён в полковники и в 1792 году назначен командиром Фанагорийского гренадерского полка. Во главе этого полка Жеребцов в 1794 году сражался с повстанцами Костюшко и 1 января 1795 года был награждён орденом Св. Георгия 3-й степени (№ 116 по кавалерским спискам)
Во уважение на усердную службу и отличное мужество, оказанное им 24-го октября при взятии Варшавскаго предместия Праги, где он, преодолев многия трудности под жестоким огнём, отрезав от мосту неприятельскую ретираду и по получении генерал-майором Лассии раны, командовал колонною.
В 1796 году Жеребцов был произведён в бригадиры, а 10 мая 1797 года он получил чин генерал-майора и назначен шефом Фанагорийского полка, который стал носить его имя.
24 мая 1798 года Жеребцов стал генерал-лейтенантом, а ещё через год его полк был назначен в состав корпуса генерала Германа, который отплывал в Голландию на соединение с англичанами.
По прибытии в Голландию Жеребцов 8 (19) сентября 1799 года участвовал с полком в  сражении с французами у Бергена. Во время преследования французов через лес к Бергену полк попал в засаду; был убит «шеф полка Жеребцов, 6 офицеров и много нижних чинов. Всего же в этом сражении у русских убито и ранено 94 офицера и 2984 нижних чинов». Из списков Жеребцов был исключён 27 сентября 1799 года.
Был женат (супруга — Бригитта Александровна) и имел сыновей Алексея (1797—1851) и Александра (1798—1853).